# Seznam galicijských královen
Toto je seznam královen chotí Galicijského království. Je to zčásti pokračování seznamu asturských královen.

## Galicijské královny choti

### Svébské královny v Gallaecii
- NN (únor 449–⁠⁠⁠⁠⁠⁠456), dcera Theodoricha I. Ostrogótského, manželka Rechiara
- NN (464–469), zmínka o gótské princezně, možná dcera Theodoricha II. Ostrogótského, manželka Rechiara
- Sisegutia (570–583, 584–585), manželka Mira a druhá manželka Audeky
- NN (584), dcera Mira, první manželka Audeky

### Alfonsové
| Jméno                     | Otec                                   | Narození | Sňatek   | Stala se královnou                       | Přestala být královnou                           | Smrt                                             | Choť              |
| ------------------------- | -------------------------------------- | -------- | -------- | ---------------------------------------- | ------------------------------------------------ | ------------------------------------------------ | ----------------- |
| Elvíra Menéndez z Coimbry | Hermengildo Gutierrez, hrabě z Coimbry | 864–875  | 890–900  | 20. prosince 910 manželův nástup na trůn | 914 manželův nástup na trůn Leónského království | 914 manželův nástup na trůn Leónského království | Ordoño II.        |
| Goto Muñiz                | Munio Gutiérrez, pán z Amaíe           | –        | před 927 | čerevenec 925 manželův nástup na trůn    | po 10. červnu 929 manželova smrt                 | po 1. březnu 963                                 | Sancho I. Ordóñez |